# Hymenosoma gaudichaudii
Hymenosoma gaudichaudii is een krabbensoort uit de familie van de Hymenosomatidae. De wetenschappelijke naam van de soort is voor het eerst geldig gepubliceerd in 1831 door Guérin.